# Henrik 2. den Hellige (Tysk-romerske rige)
Henrik 2. (6. maj 973 – 13. juli 1024 kaldet Henrik den Hellige tysk: Heinrich der Heilige) var tysk konge fra 1002 og tysk-romersk kejser fra 1014 til 1024. 

## Biografi
Henrik 2. var søn af Henrik 2. af Bayern og arvede ved faderens død i 995 hertugdømmet Bayern. Efter kejser Otto 3.s død blev Henrik valgt til tysk konge i Mainz den 7. juni 1002. I begyndelsen anerkendtes han kun af frankerne og bayerne, men han tvang efterhånden de øvrige landsdele til at hylde ham som konge. Henrik 2. arbejdede for at modvirke den opløsning af riget, der var foregået under hans forgænger. Han vendte sig især mod Boleslav 1. af Polen, som havde erobret dele af det tyske rige i øst, samt Arduin af Ivrea som havde gjort sig selv til konge af Italien. Det lykkedes efter lang strid Boleslav 1. at beholde Lausitz. Mod Italien kæmpede Henrik 2. første gang i 1004 og kronedes med den langobardiske jernkrone som konge af Italien. Under sit andet togt (1013-14) lykkedes det ham at styrte Arduin og kronedes til kejser den 14. februar 1014 i Peterskirken i Rom. Henrik foretog endnu et togt til Italien i 1021 for at støtte det sydlige Italiens oprør mod den byzantinske kejser.
I den indre styrelse fulgte Henrik 2. sine forgængeres politik og forbigik de verdslige fyrster og støttede sig til biskopperne og tog dem på råd om rigets forvaltning. I kirkelig henseende støttede Henrik II cluniacensernes reformideer. Henrik 2. blev kanoniseret i 1146 af Pave Eugenius 3., og også hans dronning Kunigunde af Luxembourg (død 1038) blev helgenkåret.

## Eksterne links
- Wikimedia Commons har flere filer relateret til Henrik 2. den Hellige (Tysk-romerske rige)

| Henrik 2.LiudolfingerneFødt: 6. maj 973 Død: 13. juli 1024 |                               |                          |
| Titler som regent                                          |                               |                          |
| Foregående: Otto 3.                                        | Tysk-romersk kejser 1014–1024 | Efterfølgende: Konrad 2. |
| Foregående: Otto 3.                                        | Tysk konge 1002–1024          | Efterfølgende: Konrad 2. |